# Magiel (skała)

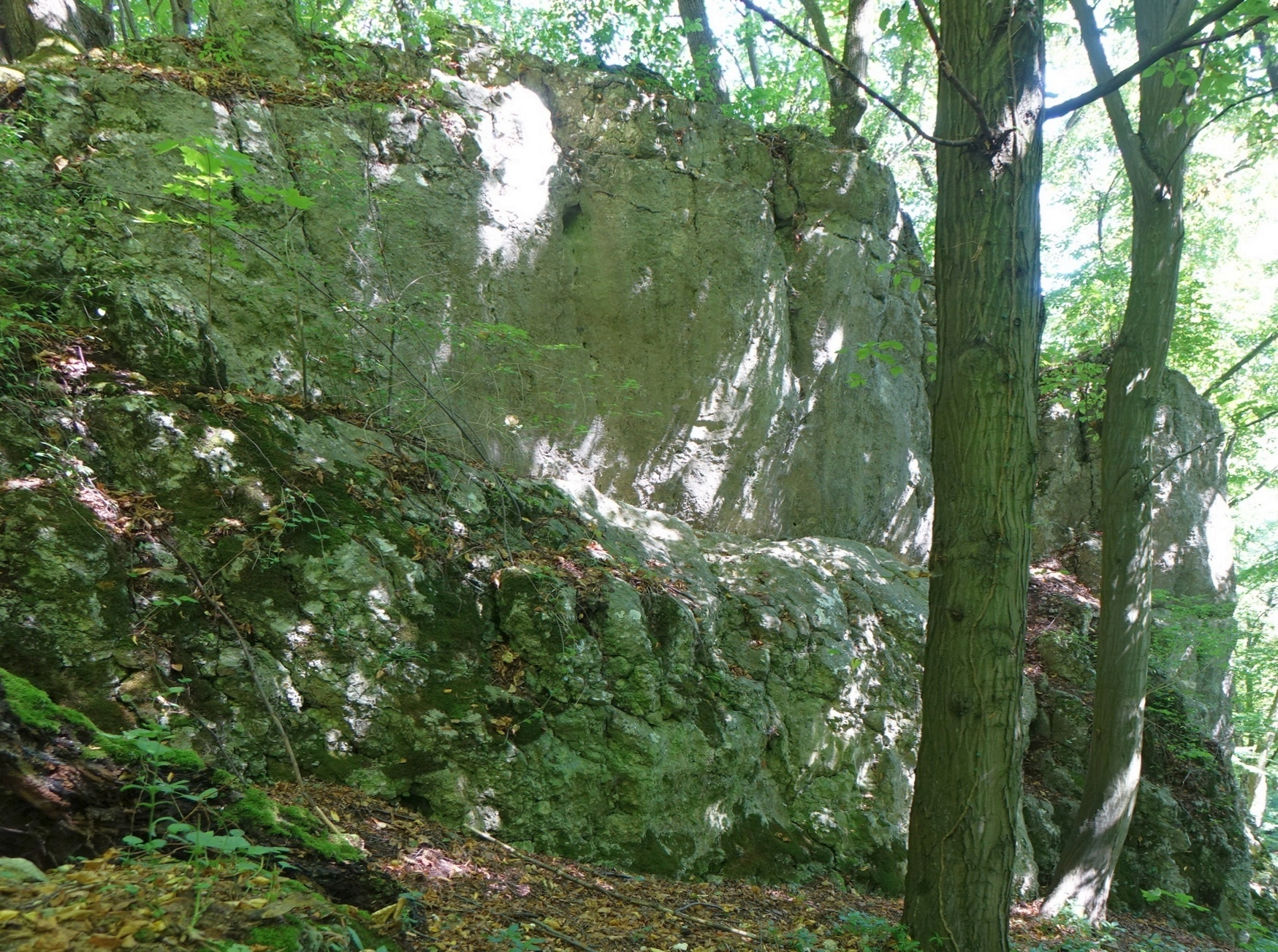

Magiel – skała w prawych, opadających do Aleksandrówki zboczach Doliny Aleksandrowickiej we wsi Aleksandrowice w województwie małopolskim, w powiecie krakowskim, w gminie Zabierzów. Pod względem geograficznym znajduje się na Garbie Tenczyńskim wchodzącym w skład Wyżyny Krakowsko-Częstochowskiej.
Skała znajduje się w lesie przy dolnym końcu doliny, powyżej stawu rybnego. Są tutaj 3 zbudowane z wapieni grzędy skalne opadające w dół stoku. Magiel znajduje się w górnej części najdalej wysuniętej na wschód, poniżej niego w przedłużeniu grzędy jest skała Kredens. Nazwę skałom nadali wspinacze skalni.
W latach 2018–2020 na Maglu poprowadzono 4 łatwe drogi wspinaczkowe o trudności od V+ do VI+ w skali polskiej. Mają zamontowane punkty asekuracyjne (ringi) i stanowisko zjazdowe (st) z dwóch ringów na szczycie skały.
1. Siostra Apostazja; V+
2. Ojciec Ateusz; V+
3. Brateista; VI+
4. Misterium niesprawności; V[2].

W środkowej grzędzie po zachodniej stronie Magla i Kredensa jest skała Przystawka.